# Pollicipedidae
Pollicipedidae é uma família de crustáceos cirrípedes que inclui os percebes comestíveis comuns nas costas da Península Ibérica.